# 徳島市千松小学校
徳島市千松小学校（とくしまし せんしょうしょうがっこう）は、徳島県徳島市南田宮四丁目にある公立小学校。

## 沿革
- 1872年 - 明治政府が田宮小学校を設立。
- 1881年 - 田宮小学校から千松小学校と改称。
- 1886年 - 千松小学校から田宮尋常小学校と改称。
- 1892年 - 田宮尋常小学校から田宮尋常高等小学校と改称。
- 1901年 - 現在の位置に移転。
- 1937年 - 田宮尋常高等小学校から千松尋常高等小学校と改称。
- 1941年 - 千松尋常高等小学校から千松国民学校と改称。
- 1947年 - 徳島市千松小学校に改名。
- 2009年 - 電子黒板導入

## 校歌
- 作詞: 保科千代次
- 作曲: 近藤良三

## 基礎データ
最寄駅
- JR佐古駅

学校周辺
- 徳島市陸上競技場、田宮公園プールなど

## 歴史
- 菅原道真が左遷されて九州まで行く途中阿波へ行った。そして、天神社で儒学などを教えたため、「寺子屋を開いた」とうわさになった。また、その地をタビヤ村と呼ぶようになったので、タミヤと変語された。
- 藩政の頃、蜂須賀二代目至鎮公が日向の国から日向松千本を取り寄せて天神社に植えたので，のちに、千松山と呼ばれるようになった。
- 天保年間に南隆上人が天神坊に道真の筆法伝授の教えをうけつぎ、寺子屋を再開して明治2年まで続いた｡

## 電子黒板
- 千松小学校では2009年より、モデル事業の一環として、全教室に電子黒板（デジタル教科書）を導入した[1]。

## 南校舎
2013年より、南校舎老朽化のため建て替えが始まった。（現在は完成している）南校舎では主に2階の図書室が使われており、工事中の時は小運動場（2年生の居る校舎前）のところに一階建ての仮設の建物を作り、そこを図書館として利用していた。

## 通学区域が隣接している学校
- 徳島市佐古小学校
- 徳島市加茂名小学校
- 徳島市不動小学校
- 徳島市応神小学校
- 徳島市助任小学校
- 徳島市内町小学校

## 著名な出身者
- 近藤蔵波（プロサッカー選手）
- 高橋尚孝（昆虫学者）
- 中坂勇哉（プロサッカー選手）
- 藤本聰（柔道パラリンピック日本代表）
- 堀琴音（プロゴルファー）